# Овшлаг
Овшлаг (њем. Owschlag) општина је у њемачкој савезној држави Шлезвиг-Холштајн. Једно је од 165 општинских средишта округа Рендсбург. Према процјени из 2010. у општини је живјело 3.677 становника. Посједује регионалну шифру (AGS) 1058127.

## Географски и демографски подаци
Овшлаг се налази у савезној држави Шлезвиг-Холштајн у округу Рендсбург. Општина се налази на надморској висини од 14 метара. Површина општине износи 39,3 km². У самом мјесту је, према процјени из 2010. године, живјело 3.677 становника. Просјечна густина становништва износи 94 становника/km².

## Међународна сарадња
| Мјесто | Држава | Врста сарадње | Од    |
| ------ | ------ | ------------- | ----- |
|        | Пољска | контакт       | 2000. |
| Извор  |        |               |       |